# Sogno di una notte di mezza estate (opera)
Sogno di una notte di mezza estate (A Midsummer Night's Dream) è un'opera lirica di Benjamin Britten, del 1960, liberamente tratta dall'omonimo lavoro teatrale di William Shakespeare e adattata dallo stesso Britten e da Peter Pears. È stata eseguita per la prima volta l'11 giugno 1960 al Festival di Aldeburgh diretta dall'autore.
Stilisticamente l'opera è tipica dello stile di Britten con un perfetto suono delle singole parole del testo, non molto dissonanti, ma ripetute in una sottile armonia di suoni colorati. Per la prima volta in Britten il ruolo di protagonista non fu scritto per il proprio compagno Peter Pears (tenore) ma per il controtenore Alfred Deller, che, dopo aver interpretato il personaggio alla prima, fu però poi allontanato dalle rappresentazioni successive, probabilmente a causa delle sue non eccelse doti di attore, e comunque contro la volontà di Britten, che lo volle poi nell'incisione discografica dell'opera da lui diretta.

## Ruoli e cast della prima
| Personaggi Oberon, Re degli elfi Tytania, Regina delle Fate Puck Coro delle Fate: Cobweb Mustardseed Moth Peaseblossom Lysander Demetrius Hermia, innamorata di Lysander Helena, innamorata di Demetrius Theseus, Duca di Atene Hippolyta, Regina delle Amazzoni Bottom, un tessitore Quince, un carpentiere Flute, un riparatore di mantici Snug, un falegname Snout, uno stagnino Starveling, un sarto | Voce Controtenore Soprano Voce recitante - Voce bianca Tenore Baritono Mezzosoprano Soprano Basso Contralto Basso-baritono Basso Tenore Basso Tenore Baritono | Cast originale Alfred Deller Jennifer Vyvyan Leonide Massine II - Kevin Platts Robert McCutcheon Barry Ferguson Michael Bauer George Maran Thomas Hemsley Marjorie Thomas April Cantelo Forbes Robinson Johanna Peters Owen Brannigan Norman Lumsden Peter Pears David Kelly Edward Byles Kevin Platts |

## Analisi dell'opera
Britten delinea abilmente i tre gruppi di personaggi; gli artigiani si esprimono con musiche di tipo popolare, gli innamorati con una musica più romantica, e gli dei con una musica che li avvolge in un'atmosfera eterea. Quasi tutta l'azione si svolge in un bosco vicino ad Atene e gli dèi ricoprono i ruoli più importanti dell'opera. La pantomima di Piramo e Tisbe organizzata dagli artigiani è una parodia dell'opera italiana del XIX secolo.
L'opera contiene diverse innovazioni: è, probabilmente, la prima volta nella storia dell'opera che il ruolo del protagonista maschile venga scritto espressamente per la voce di un controtenore. 

L'argomento dell'opera segue quello della commedia originale di Shakespeare, con alcune modifiche. Il primo atto della commedia è completamente tagliato, così da far coincidere l'inizio dell'azione con la scena delle fate nel bosco. Questo è sottolineato dall'apertura sostenuta dagli archi e dall'eterea voce di Oberon che è accompagnata da una splendida tessitura di arpa e celesta.
Allo stesso modo l'apparizione di Puck, affidato a una voce recitante, è sottolineata dal suono, araldeggiante, delle trombe e dei tamburi.

Altri brani notevoli sono: l'aria, molto virtuosistica, di Oberon I know a bank (ispirata all'opera di Henry Purcell Sweeter than roses) che Britten aveva in precedenza arrangiato per il suo compagno Peter Pears; l'aria di Tytania Come now, a roundel, le cui agilità virtuosistiche fanno l'imitazione delle arie di follia tipicamente belcantiste; la ninna nanna You spotted snakes; l'esilarante pantomima di Pyramus e Thisbe ed il terzetto finale di Oberon, Tytania e il coro.
All'inizio l'opera ricevette delle critiche non molto uniformi. Oggi è unanimemente considerata uno dei massimi capolavori di Britten.

## Discografia
Esistono molte edizioni discografiche dell'opera, compresa quella diretta dal compositore che include alcuni cantanti del cast originale e fra questi Deller nella parte di Oberon, Brannigam nella parte di Bottom e Pears promosso dalla parte di Flute a quella più importante di Lysander. Sfortunatamente in questa registrazione mancano alcune belle pagine dell'inizio del terzo atto.